# 능력치
능력치(能力値, 영어: attribute)는 롤플레잉 게임의 가상 캐릭터가 게임의 모든 캐릭터에 공통적으로 타고난 특정한 자연적 특성을 얼마나 가지고 있는지를 설명하는 자료 ("통계")이다. 그 자료 조각은 일반적으로 추상적인 숫자이거나 어떤 경우에는 주사위 세트이다. 일부 게임에서는 능력치를 나타내는 데에 (기본) 속성, 통계, 특성 등의 다른 용어를 쓴다. "페이트"와 같은 많은 롤플레잉 게임은 능력치를 전혀 쓰지 않는다.

## 능력치의 성격
많은 롤플레잉 게임이 능력치를 갖고 있음에도 능력치가 무엇인지 통일된 합의는 없지만, 그것을 쓰는 게임은 공통적인 주제를 가지고 있다. BBC 컬트 TV 웹사이트에 따르면 "모든 캐릭터는 기본적인 신체적, 정신적 능력을 가지고 있다." "패스파인더 롤플레잉 게임"에 따르면 "각 캐릭터는 캐릭터의 가장 기본적인 속성을 나타내는 6개의 능력치를 가지고 있다. 그것들은 그의 타고난 재능과 기량이다. 캐릭터가 능력치만 써서 판정을 굴리는 경우는 거의 없지만, 이러한 점수와 그들이 만드는 수식어는, 캐릭터의 기술과 능력의 거의 모든 측면에 영향을 미친다." 이전 판본의 "던전 & 드래곤"과 같은 일부 게임에서 능력치는 결과를 결정하기 위해 자체적으로 쓰이는 반면, "토끼 & 굴"로 시작해 D&D 최신판을 포함하는 많은 게임에서 능력치는 전체 결과에 영향을 미치는 기술과 함께 작동한다.

## 능력치 제도의 일반적 유형

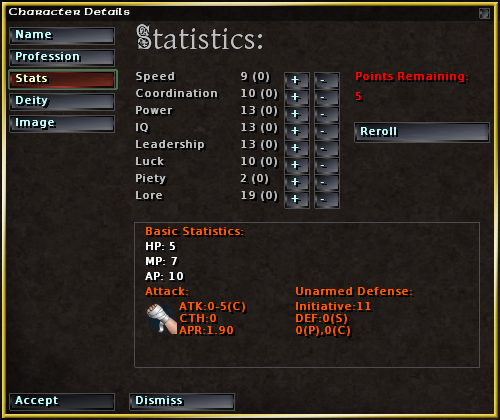
"S.C.O.U.R.G.E.: 덜 유명한 영웅들"의 능력치.

롤플레잉 게임에는 어떤 능력치가 게임에 중요한지에 대한 표준이 없지만, 게임의 내용을 고른 뒤에 능력치를 고르는 디자인도 있다.

### 능력치 제도 설정

#### 던전 & 드래곤
"던전 & 드래곤"은 6가지 자질 (attribute)을 썼다 ("발굴된 아르카나"와 "드래곤" 잡지에서 일곱째인 외모를 추가하려는 짧은 시도가 있었지만 단명했다). D&D에 쓰이는 6가지 자질은 다음과 같다:
신체적 통계
- 힘 - 물리력과 운반 능력을 측정
- 체질 - 지구력, 체력과 건강을 측정
- 솜씨 - 민첩성, 균형, 조정과 반사를 측정

정신적 통계
- 지능 - 연역적 추론, 인지, 지식, 기억, 논리와 합리성을 측정
- 지혜 - 자기 인식, 상식, 억제, 지각과 통찰력을 측정
- 매력 - 성격, 설득력, 통솔력과 성공적인 기획력을 측정

이 범위는 약 3에서 20까지 다양하며, 판본에 따라 다르다.
D&D의 원래 자질 순서는 1974년 원규칙에 따라 힘, 지능, 지혜, 체질, 재치와 매력이었다. 이는 캐릭터 직업의 세 가지 "기본 요건"과 "일반" 통계로 나열됐다: 전사의 힘, 마법 사용자의 지능, 성직자의 지혜.
D&D의 자질 순서는 "SIWDCC"라고도 하는 힘, 지능, 지혜, 재치, 체질과 매력으로 바뀌었다. 이 변경은 재치를 기본 요구 사항으로 쓰는 도둑 직업의 추가로 인해 이루어졌다.
현재의 "SDCIWC" 순서는 신체적 및 정신적 특성을 두 분류로 나누려는 시도로 AD&D 2판에 도입되었다.

## 같이 보기
- 스탯
- 통계 (롤플레잉 게임)